# Fujiwara no Uona
Fujiwara no Uona (Japans: 藤原魚名) (721 - 782) was een lid van de Japanse Fujiwara-clan en patriarch (stichter of aartsvader) van de noordelijke tak van de Fujiwara. Hij was een zoon van Fujiwara no Fusasaki (681 - 737). Aan het keizerlijk hof hield hij de positie van sadaijin "linkerminister". 
Meerdere Fujiwara-takken en andere families claimen af te stammen van Uona; Kondou, Shindou, Mutou, Bitou, Satou, Gotou, Katou, Saitou, Hayashi, Togashi, Takeda, Kawai, Inazu, Yuuki, Matsuda, Sano en Hatano.
Zijn zoon was Fujiwara no Fujinari.